# コンタフレックス

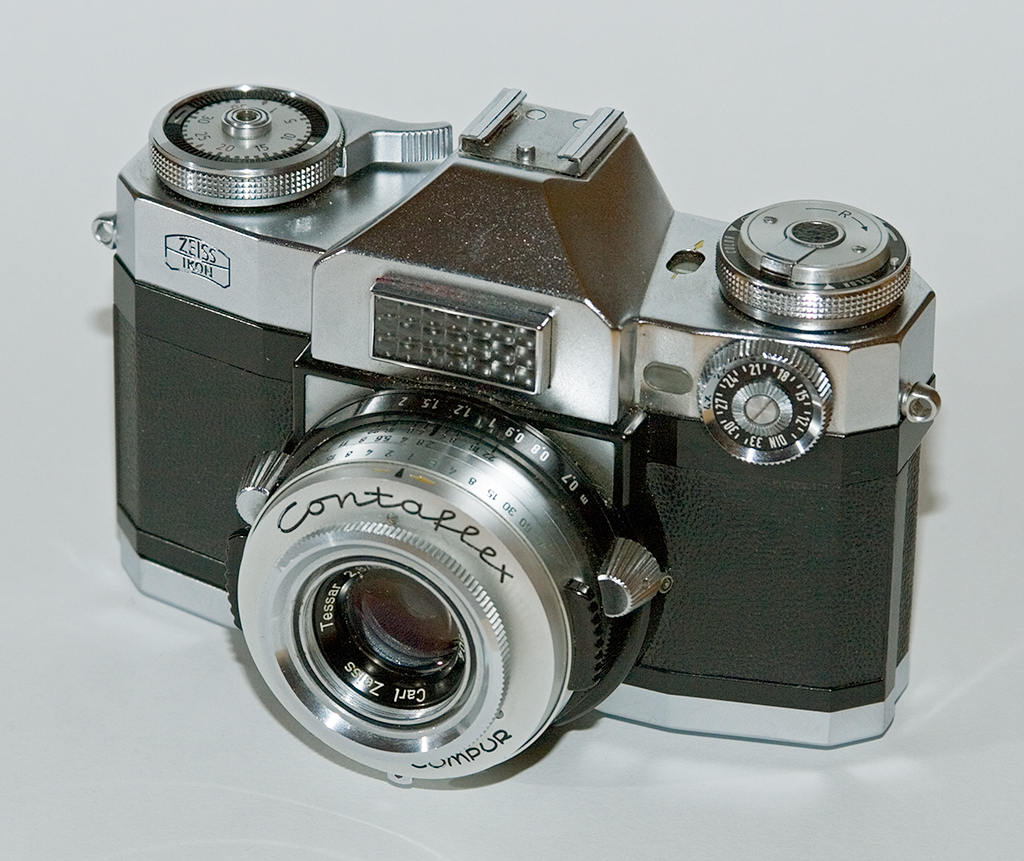
スーパー（1959年）

コンタフレックス (Contaflex) はドイツ連邦共和国（西ドイツ）のカメラメーカー、ツァイス・イコンのブランドおよびそのカメラである。
戦前のフォーカルプレーンシャッター式高級24×36 mm二眼レフカメラ、戦後のレンズシャッター式普及版24x36 mm（ライカ）判一眼レフカメラ、フォーカルプレーン式インスタマチック一眼レフカメラがある。この3つは同名ではあるが別物であり、システム互換性はまったくない。

## 126フィルム使用カメラ
- コンタフレックス126 （1968年発売[1]）- 外観は24×36 mm判一眼レフカメラのコンタフレックスシリーズに近いが、縦走り[1]フォーカルプレーンシャッター、レンズ交換式[2]のカメラである。専用バヨネットマウントを備え、交換レンズはディスタゴン25 mm F4, ディスタゴン32 mm F2.8, テッサー45 mm F2.8, パンター45 mm F2.8, ゾナー85 mm F2.8, テレテッサー135 mm F4, テレテッサー200 mm F4がある。1971年まで製造された。

## 135フィルム使用カメラ

### 二眼レフカメラ
- コンタフレックス（1935年発売[3][4][5]）- 24×36 mm（ライカ）判。設計主任はフーベルト・ネルヴィン[4]。世界で初めて電気露出計[4]とセルフタイマー[6]を内蔵したカメラであった。本国での価格はゾナー5 cm F1.5つきで765マルク[4]。日本では1936年から発売された。1,000円で一軒家が買えた1936年当時の定価でテッサー5 cm F2.8つきが1,640円[3]、ゾナー5 cm F2つき1,825円[3]、ゾナー5 cm F1.5つき2,200円[7][注釈 1]と非常に高価だった[注釈 2][注釈 3][注釈 4][注釈 5]。形状から日本では「だるま」の俗称がある[8]。専用バヨネットマウントを備え、交換レンズはビオゴン3.5 cm F2.8[9]、オルソメター3.5 cm F4.5, ゾナー5 cm F1.5[9][10][7]、ゾナー5 cm F2[9][7]、テッサー50 mm F2.8[9][7]、ゾナー8.5 cm F2[11][9][10]、トリオター8.5 cm F4[9]、ゾナー13.5 cm F4[9][10]がある。フォーカルプレーンシャッターは以前はコンタックスと共通と言われていた[11]が、実際にはかなりの点が改良されている[4]。シャッター速度は1/2-1000秒[注釈 6]。ファインダーレンズはスフェル (Sucher) 8 cm F2.8で、ピントガラスに平凸レンズを使用して拡大している[12]。ファインダー視野全体で5 cmの撮影範囲を示し、8.5 cmと13.5 cmの枠がある[12]。3.5 cmを使用する際は外付けファインダーを使用する。また速写のためアルバダファインダーも装備している[4]。露出計の表示はファインダー左側に出る[4]。日本では歌舞伎俳優の六代目尾上菊五郎が所有し[13]、楽屋の飾り棚に並べて、来る客に「どうでえ」と自慢していた[11]。弟子の一人が「親方、いつ写真撮るんですか」と聞いたところ、菊五郎は「ベラボウめ、あんなモンで写真が撮れるけえ」と返事したという逸話がある[4]。

### 一眼レフカメラ
24×36 mm（ライカ）判。シリーズ全体で140万台を売るベストセラーとなり、西ドイツのカメラ市場を一気に一眼レフ化に傾けた。レンズシャッター式。一般に普及機と評価され、実際に本国での位置づけはその通りであったが、現行当時日本国内ではニコンFがオートニッコール50 mm F2つきで67,000円であった時にコンタフレックススーパーは96,500円と高価であった。レンズはテッサー、シャッターはコンパーを搭載する機種が多いが、コンタフレックスアルファ、コンタフレックスベータ、コンタフレックスプリマのみレンズは3群3枚パンター、シャッターはプロンターを搭載する。いずれの機種もクイックリターンミラーではない。最後までクイックリターンミラーは採用されなかったので、いずれの機種でもシャッターを切ると次にフィルムを巻き上げるまで画面は真っ暗になる。
- コンタフレックスI（1953年発売[15][16][1][17][2]）- レンズは前玉回転式、交換不可のテッサー45 mm F2.8[2]、最短撮影距離1.2 m. フリードリヒ・デッケル製のレンズシャッターを採用し、極初期シンクロ付きコンパーラピッド、その後はシンクロコンパーMXV[2]。開発は当時設計本部長だったエドガー・ザウアー (Edgar Sauer) が指揮し、スタッフとしてオイゲン・イエルク (Eugen Jörg)、ヨハン・ハーン (Johann Hahn)、ハンス・リューレ (Dr. Hans Rühle) らが参加した[2]。仕上げは優美で精密感があり、それまで一般的だったマット面を廃してフレネルレンズを採用したためファインダーは極めて明るく、スプリットイメージを採用してピントが合わせやすい[2]。藤島広一は「国産でこれと同等のカメラができるのは何年後になるか」と思った[17]。ツァイス・イコンのコードナンバー861/24[17]。
- コンタフレックスII（1955年発売[1]） - レンズは前玉回転式、交換不可のテッサー45 mm F2.8[2][17]、最短撮影距離1.2 m. シャッターはシンクロコンパーMXV[2]。セレン式[2]非連動露出計が付いた。露出計には蓋がついている。コードナンバー862/24[17]。
- コンタフレックスIII（1957年発売）- レンズはヘリコイド式、前玉交換可能のテッサー50 mm F2.8[2]。シャッターはシンクロコンパーMXV. 露出計は内蔵しない。コードナンバー863/24[17]。
- コンタフレックスIV（1957年発売）- レンズはヘリコイド式、前玉交換可能のテッサー50 mm F2.8[2]。シャッターはシンクロコンパーMXV. コンタフレックスIIIにライトバリュー式露出計内蔵。露出計には蓋がついている[17]。コードナンバー864/24[17]。
- コンタフレックスアルファ（1958年発売）- コンタフレックスIIIのボディーでレンズは前玉回転式、前玉交換可能のパンター45 mm F2.8[2]、シャッターはプロンターレフレックスSVLの普及版。コードナンバー10/1241[17]。
- コンタフレックスベータ（1958年発売）- レンズは前玉回転式、前玉交換可能のパンター45 mm F2.8. シャッターはプロンターレフレックスSVL. コンタフレックスアルファの露出計付き。コードナンバー10/1251[17]。
- コンタフレックスラピード（1959年発売）- レンズはヘリコイド式、前玉交換可能のテッサー50 mm F2.8. シャッターはシンクロコンパーMXV. 巻き上げレバーと巻き戻しクランクを装備。露出計を装備せず。コードナンバー10/1261[17]。
- コンタフレックスプリマ（1959年発売）- レンズは前玉回転式、前玉交換可能のパンター45 mm F2.8. シャッターはプロンターレフレックスSVL. 向かって左肩部分に外光式連動露出計を内蔵した。コードナンバー10/1291[17]。
- コンタフレックススーパー（1959年発売[1]）- レンズはヘリコイド式、前玉交換可能のテッサー50 mm F2.8. シャッターはシンクロコンパーMXV. ペンタプリズム額部に追針式連動露出計内蔵。コードナンバー10/1262. 製造精度は極めて高く、『アサヒカメラ』1960年12月号の「ニューフェース診断室」で取り上げられた際、スプリットイメージ式距離計で3メートルの距離にある解像チャートにピントを合わせ、絞り開放で撮影した結果からフィルム面に換算して誤差0.00ミリと測定されている[2]。
- コンタフレックススーパーノイ（1962年発売）- レンズはヘリコイド式、前玉交換可能のテッサー50 mm F2.8. シャッターはシンクロコンパーMXV. コンタフレックススーパーBからAE機能を省略した。すなわち機能的にはコンタフレックススーパーと同じでデザインはコンタフレックススーパーBと同じ。「ノイ」はドイツ語で「新しい」の意。コードナンバー10/1271[17]。
- コンタフレックススーパーB（1963年発売）- レンズはヘリコイド式、前玉交換可能のテッサー50 mm F2.8. シャッターはシンクロコンパーMXV. シャッター優先AEカメラ。ペンタプリズム額部は全面大型セレン光電池がある。コードナンバー10/1272[17]。
- コンタフレックススーパーBC（1967年発売）- レンズはヘリコイド式、前玉交換可能のテッサー50 mm F2.8. シャッターはシンクロコンパーMXV. シャッター優先AEカメラ。CdSのTTL露出計内蔵。電源はH-D水銀電池1個。アイピースシャッター付き。コードナンバー10/1273[17]。
- コンタフレックスS（1968年発売）- レンズはヘリコイド式、前玉交換可能のテッサー50 mm F2.8. シャッターはシンクロコンパーMXV. この系列の最終機。コンタフレックススーパーBCにラピッドローディング用スプールを付けた。コードナンバー10/1273BL[17]。

## 交換レンズ

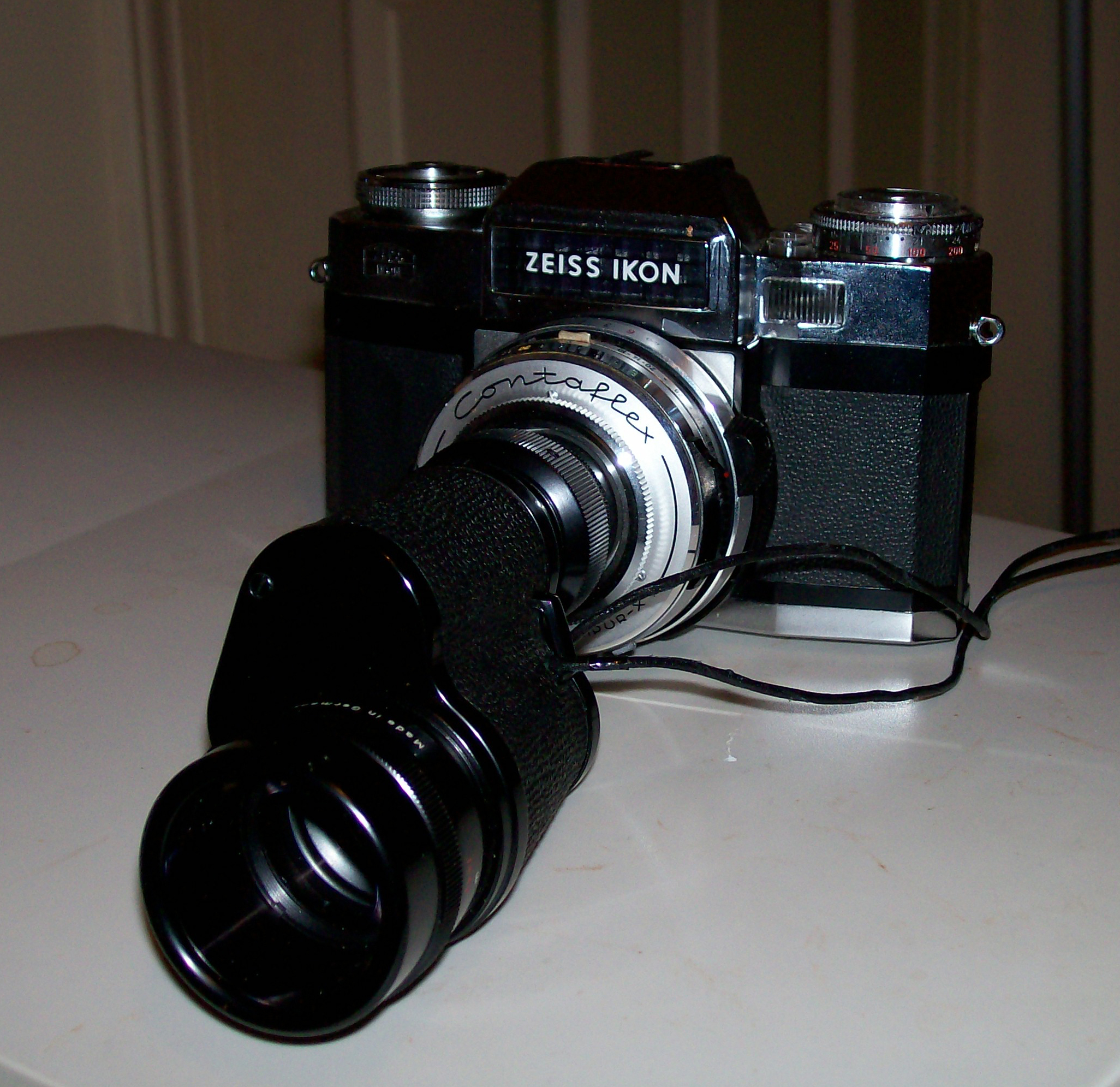
スーパーB+ツァイス8×30単眼鏡、ポロプリズム仕様

以下はテッサー45 mm F2.8装着モデル用。マウントアダプターを介して使用する。
- 1.7×フロントコンバージョンレンズ - レンズ本体は無限遠のままでコンバージョンレンズの前玉回転にてピントを合わせる。最短撮影距離1.2 m.
- ステリターA (Steritar A) - ステレオアダプター。

以下はテッサー50 mm F2.8装着モデル用。前玉交換式。
- プロテッサー35 mm F3.2[1][17]
- プロテッサー35 mm F4[17] - アタッチメントφ49mmねじ込み。
- プロテッサー85 mm F3.2[1][17]
- プロテッサー85 mm F4
- プロテッサー115 mm F4[1][17] - アタッチメントφ67 mmねじ込み。
- プロテッサーM1:1 - 等倍までの接写レンズ[1][17]。
- ツァイス8×30単眼鏡 - 前玉を外さずその上から装着すると合成焦点距離400 mmの超望遠レンズとなる[1][17]。ダハプリズムを採用した直線型と、ポロプリズム仕を採用し屈曲した型がある。
- ステリターB (Steritar B) - ステレオアダプター。

以下はパンター45 mm F2.8装着モデル用。前玉交換式。
- パンター30 mm F3.2[17]
- パンター75 mm F4[17]
- ステリターD (Steritar D) - ステレオアダプター。

## オプション

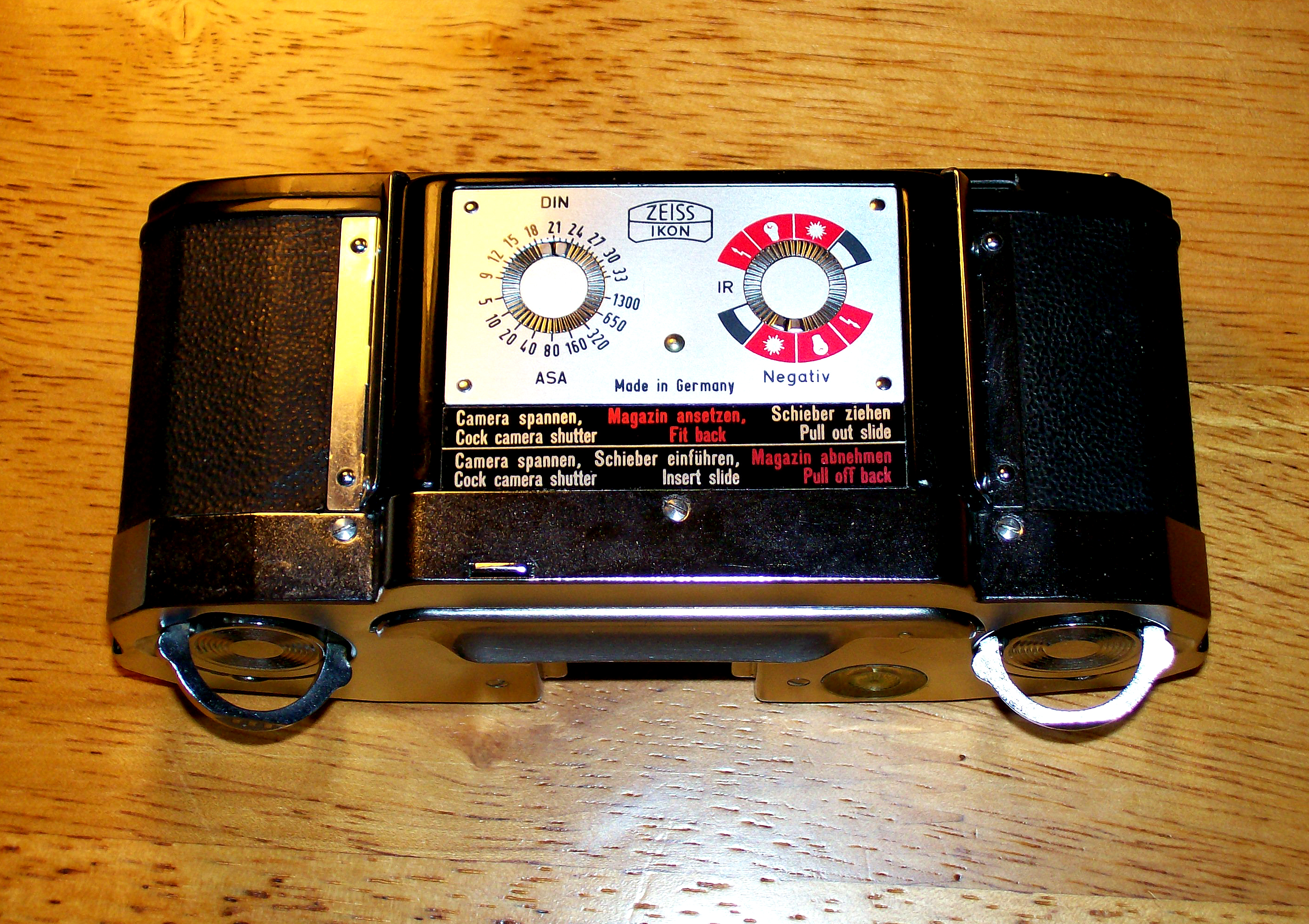
インターチェンジャブルマガジンバック後期型

- インターチェンジャブルマガジンバック前期型 - 後期型との互換性はない。
- インターチェンジャブルマガジンバック後期型 - コンタフレックススーパー以降のモデルに使用できる[1][17]。コンタレックス用と互換性があるが前期型との互換性はない。